# 愛爾蘭LGBT權益
在愛爾蘭，相較於非同志公民，女同性戀者、男同性戀者、雙性戀者與跨性別者（LGBT）面臨更多法律層面的挑戰和質疑。同性戀自1993年始為合法化，愛爾蘭也立法規範各種基於性傾向的歧視，並禁止煽動性傾向相關仇恨；近20年來，愛爾蘭政府更致力於大幅擴展同志權益。
根據2008年民調，超過84%的愛爾蘭人支持同性伴侶的世俗婚姻或公民結合，其中58%的人同意同性伴侶得在戶籍登記處合法登記，擁有完整的婚姻權利。擁護同性伴侶應僅限公民結合的人數則從33%掉到26%。在隨後由《愛爾蘭時報》主辦的民調中，支持同性婚姻者達63%。2011年3月的《星期日泰晤士報》民調顯示，73%的愛爾蘭人支持同性伴侶應有完整的世俗婚姻權利。
2010年7月，愛爾蘭眾議院和參議院（Seanad）通過《2010年公民結合暨同居者之特定權利與義務法案》，承認同性伴侶的公民結合。法案在眾議院時不須投票、直接通過所有階段，參議院則以48票對4票通過法案。法案獲得所有政黨的支持，僅少數個別政客對此立法表示責難。2010年7月19日，總統瑪麗·麥亞烈斯簽署法案。2010年12月23日，司法部長為法案簽署生效命令。法案自2011年1月1日始生效，之後男女同性戀伴侶便可至戶籍登記處註冊為伴侶關係。由於愛爾蘭對所有公民婚典儀式訂有三個月的等待期，預估首場公民結合婚禮將於4月舉行。2011年2月7日，第一個公民伴侶關係誕生，由一對男同志伴侶註冊。第一場根據法案結合、公開慶祝的愛爾蘭公民伴侶的活動儀式則於2011年4月5日在都柏林舉行。
2015年5月22日愛爾蘭舉行同性婚姻入憲公投，在43個選區當中，42個都支持修改憲法。62%的贊成票使同性婚姻通過，並讓愛爾蘭成為第一個以修憲公投通過同性婚姻的國家。。